# مله یعقوب
 مله یعقوب ، روستایی است از توابع بخش گهواره و در شهرستان دالاهو استان کرمانشاه ایران.

## جمعیت
این روستا در دهستان قلخانی قرار داشته و بر اساس سرشماری سال ۱۳۸۵ جمعیت آن (۱۹خانوار) ۶۹نفر 
بوده است.